# Oucques
Oucques ist eine Ortschaft und eine ehemalige französische Gemeinde mit 1.446 Einwohnern (Stand: 1. Januar 2022) im Département Loir-et-Cher in der Region Centre-Val de Loire. Sie gehörte zum Arrondissement Blois und zum Kanton La Beauce. 
Mit Wirkung vom 1. Januar 2017 wurde Oucques mit den früheren Gemeinden Baigneaux, Beauvilliers und Sainte-Gemmes zur Commune nouvelle Oucques la Nouvelle zusammengeschlossen und verfügt in der neuen Gemeinde seither über den Status einer Commune déléguée.

## Geographie
Oucques liegt in der Bördelandschaft Beauce, 19 Kilometer östlich von Vendôme und etwa 26 Kilometer nördlich von Blois. Im Ortsgebiet entspringt das Flüsschen Réveillon. 
Umgeben wurde die Gemeinde Oucques von den Nachbargemeinden Vievy-le-Rayé im Norden, Saint-Léonard-en-Beauce im Osten, Villeneuve-Frouville und Boisseau im Süden, Sainte-Gemmes im Südwesten, Épiais im Westen sowie Beauvilliers im Nordwesten.

## Bevölkerungsentwicklung
| Jahr                       | 1962 | 1968 | 1975 | 1982 | 1990 | 1999 | 2006 | 2017 |
| -------------------------- | ---- | ---- | ---- | ---- | ---- | ---- | ---- | ---- |
| Einwohner                  | 1557 | 1667 | 1434 | 1312 | 1473 | 1313 | 1420 | 1515 |
| Quellen: Cassini und INSEE |      |      |      |      |      |      |      |      |

## Sehenswürdigkeiten
- Kirche Saint-Jacques
- Reste der 1380 von den Engländern zerstörten, später wieder aufgebauten Burganlage

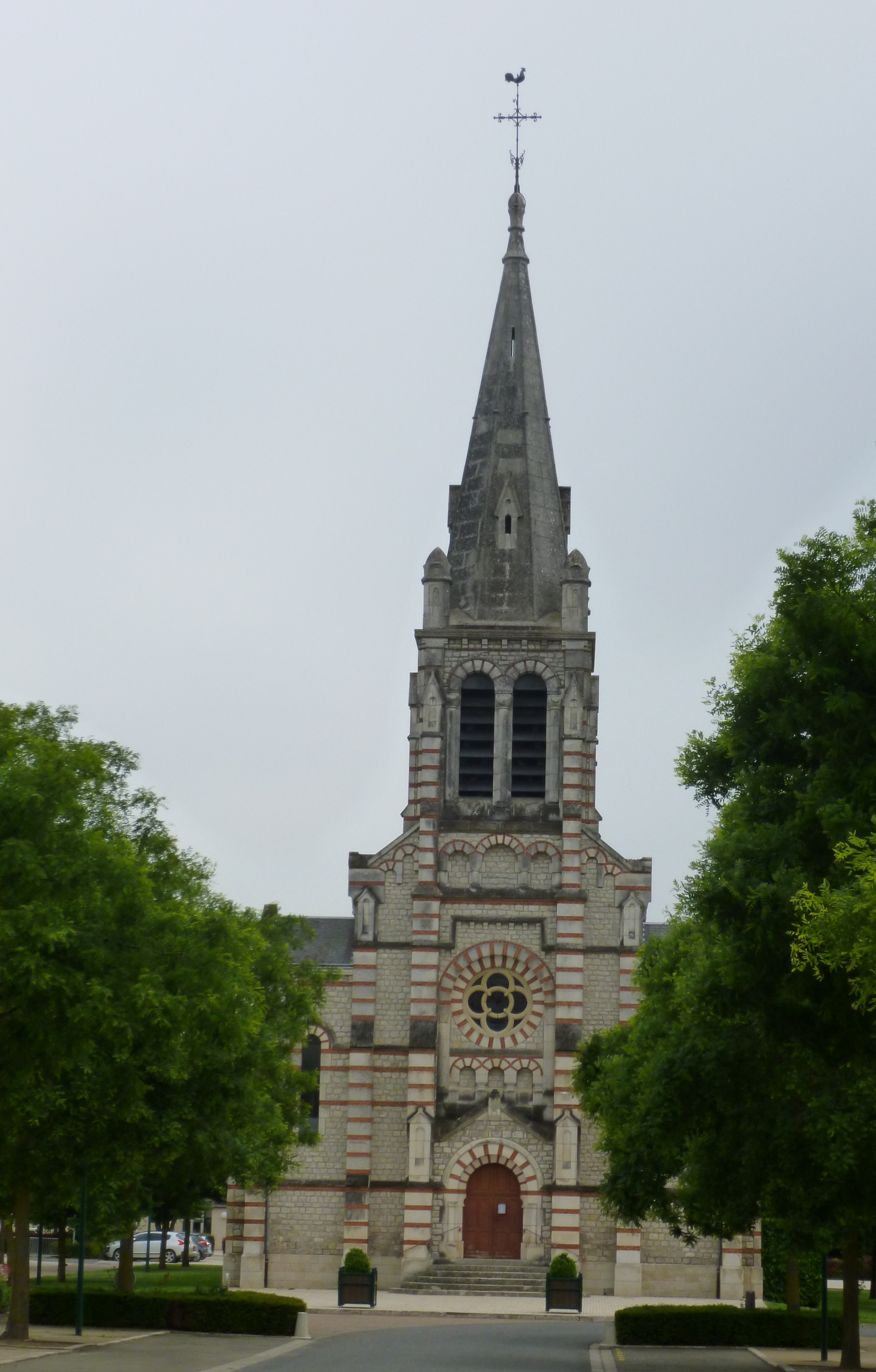
Kirche Saint-Jacques

## Persönlichkeiten
- Guillaume François Antoine, Marquis de L’Hospital (1661–1704), Mathematiker